# The Dragon (film 1916)
The Dragon è un film muto del 1916 diretto da Harry A. Pollard.

## Trama
Giovane e innocente, appena uscita dal convento, Messalla torna a New York, da suo padre che la mette in guardia contro il drago che si aggira per le strade della città, da Washington Square alla Quinta Strada, un drago che lo ha rovinato finanziariamente e gli ha fatto perdere la moglie, che lo ha abbandonato per un magnate di Wall Street. Promettendo di trovare il drago e di riportare a casa sua moglie Elizabeth, Messalla si incammina per la via, ignara che dove arriva porta morte e distruzione a tutti coloro che hanno contribuito alla rovina di suo padre. Alla fine trova la moglie perduta e dopo l'esplosione di una casa, la donna la segue e si riconcilia con il marito. Il drago è stato sconfitto dalla gioventù e dall'innocenza di Messalla.

## Produzione
Il film fu prodotto dalla Equitable Motion Pictures Corporation

## Distribuzione
Il copyright del film, richiesto dalla Equitable Motion Pictures Corp., fu registrato il 27 dicembre 1915 con il numero LU7298.

Distribuito dalla World Film Company, il film uscì nelle sale statunitensi il 3 gennaio 1916.
Non si conoscono copie ancora esistenti della pellicola che viene considerata presumibilmente perduta.